# ジョーイ・クレイマー (ドラマー)
ジョーイ・クレイマー（Joey Kramer、1950年6月21日 - ）は、アメリカ合衆国のドラマーで、アメリカのロックバンド・エアロスミスのメンバーである。フルネームは、ジョゼフ・マイケル・クレイマー（Joseph Michael Kramer）。
「ローリング・ストーン誌の選ぶ歴史上最も偉大な100人のドラマー」において78位。

## 来歴
1950年、ニューヨーク市ブロンクス区で、父・ミッキー、母・ドリスの夫婦の下で、4人兄妹の長男として誕生、唯一の息子となる。少年時代は、自らの民族的出自に関して頻繁にからかわれ、その度ケンカに明け暮れていた。
ひょんなことから音楽活動に関心を持ち始め、趣味でドラムやギターを始めたが、当初は両親から強く反対されていた。ボーカルのスティーヴン・タイラーとは、少年時代に趣味で音楽活動に係わっていた時からの幼馴染みである。バークリー音楽大学に進学後、スティーヴンに誘われて、エアロスミスの前身となるグループに参加。これに伴い、通っていた大学を1年ほどで中退した。
エアロスミスとしての活動を開始してから長らく、ジョーやブラッドの離脱など苦難が続いた時代でも、スティーヴンやトムと共に活動を続けてきたが、1995年に父親のミッキーが死去。そのショックで重度のうつ病状態に陥り、体調を崩してしまう。そのため、当初、フロリダで行われた『ナイン・ライヴズ』のレコーディングには参加できなかった。このため、そのレコーディングでは、代役を立てざるをえなかった。その後、カウンセラーなどのリハビリを経て、メンバーとも和解し、無事に復帰。一同はニューヨークでレコーディングを再開し、アルバムを何とか完成させた。
2009年に、長年交際していた女性のリンダと結婚、連れ子の一男一女の父親である。同年には、自叙伝の『Hit Hard: A Story Of Hitting Rock Bottom At The Top』を出版。

## 人物
同バンドの名付け親としても知られている。元々は、高校時代によく教科書やノートの隅っこに書いていた架空のバンド名の落書きで、ジョーイが当時傾倒していたハリー・ニルソンの楽曲「空中バレー (Aerial Ballet)」に触発されて、何となく思いついたフレーズである。なお、本人によると、シンクレア・ルイスの小説『ドクターアロースミス（アロウスミスの生涯）』とは無関係であり、「ただ響きがカッコ良かったんだよ」とのこと。
パワフルなドラミングが特徴で、ライブではしばしばソロ演奏で、手足や肘、爪先、前頭部を用いたパフォーマンスを披露し、観客を賑わせている。
1991年、『シンプソンズ』にバンド一同がゲストキャラクターで登場したが、シーズン22の最終話(第486話)にてバンドのメンバーで唯一再登場している。